# Érd–Ercsi-hátság
Az Érd–Ercsi-hátság a Mezőföld (Észak-Mezőföld) egyik kistája. A Budai-hegység déli előterében helyezkedik el; Északnyugatról délkelet felé az alacsony dombsági hátak tagolt síksággá ereszkednekle, a Dunát erodált, felszabdalt lösztábla-peremmel éri el.

## Földrajzi tájtípus
Délkelet felé lejtő, erodált lösztábla, csernozjom talajokon létrejött, uralkodóan szántóföldi hasznosítású, de magas beépítettségű antropogén tevékenységek által intenzíven művelt kistáj. A domborzat bolygatása az autópályáknak, a nyersanyag-kitermelésnek és a beépítési célú felszínelegyengetésnek köszönhető. Minden talajtulajdonság módosult és természetközeli növényzet a tájnak alig 15%-át fedi.

## Éghajlat
Mérsékelten meleg - száraz térség.

## Vízrajz
Az 5 ha-t meghaladó területű nyílt vízfelszínek, ill. vizenyős térszínek aránya 0,4%. A vízrajzi hálózat jórészt mesterséges medrekbe került.

## Növényzet
A kistáj a hátságokon potenciálisan erdőssztyepp-terület, a vízfolyások mentén vizes élőhelyek mozaikja. A klímazonális vegetáció lösz-erdőssztyepp. Az ősi növénytakaró több mint 90%-a megsemmisült. A jelenlegi növényzet zömében mezőgazdasági kultúrtájba ágyazott, fragmentált, gyakran elszigetelt partfalakra, lejtőkre, sáncokra, tumulusokra, mezsgyékre visszaszorult lösz-, illetve vízfolyásokat szegélyező vízparti vegetáció. Az Észak-Mezőföld fajokban leggazdagabb és legjobb regenerációképességű területe.
Jellemző a löszfaltársulás, löszpusztagyep, ritkábban a löszcserjés előfordulása. Az északias lejtőket tollas szálkaperjés erdőssztyepprét, a felhagyott kisparcellákat szekunder löszpusztagyepek, a sóskúti homokbánya környékét homoki sztyepprétek borítják. A zavart élőhelyeken megjelenhetnek a kökény-galagonya-fekete bodza cserjések, esetenként az akác- és bálványfaerdők. A patakokat nádas és gyékényes mocsarak, magaskórós vegetáció és mocsárrétek, a Duna-partot bokorfüzesek, illetve puhafa- és keményfaligetek maradványai kísérik. Unikális élőhely a löszpusztai tölgyes.
Kimagasló a számos szubmediterrán, pontusi elemet őrző löszflóra (pl. heverő seprűfű – Bassia prostrata, csikófark – Ephedra distachya, bugás macskamenta – Nepeta nuda, macskahere – Phlomis tuberosa, cseplesz meggy – Prunus fruticosa, törpemandula – Prunus tenella, vetővirág – Sternbergia colchiciflora). A szálkaperjés rétsztyeppben az erdőssztyeppfajok, a homoki sztyepprétekben a fekete kökörcsin (Pulsatilla nigricans), kisavanyodott foltjaiban a borjúpázsit (Anthoxanthum odoratum) tömeges. Az árterekre jellemző a koratavaszi geofiton aszpektus, később a gyöngyvirág (Convallaria majalis), nyári tőzike (Leucojum aestivum). A kistáj unikális növényei a deres szádor (Orobanche caesia), zöldike (Coeloglossum viride), bíboros sallangvirág (Himantoglossum caprinum).
Fajok száma 600-800, ebből védett fajok száma 40-60. Özönfajok: zöld juhar (Acer negundo), bálványfa (Ailanthus altissima), gyalogakác (Amorpha fruticosa), selyemkóró (Asclepias syriaca), tájidegen őszirózsa-fajok (Aster spp.), amerikai kőris (Fraxinus pennsylvanica), kisvirágú nebáncsvirág (Impatiens parviflora), japánkeserűfű-fajok (Reynoutria spp.), akác (Robinia pseudoacacia), aranyvessző-fajok (Solidago spp.).

## Földhasználat
A kistáj mezőgazdasági térség, rendkívül sűrű infrastruktúra hálózat és magas beépítettség mellett. 62% szántóföld (mérsékelten csökkenő arány), 20,5% beépített terület, 9% kert (mérsékelten növekvő) erdő 2% (csökkenő). Bánya- és lerakóhelyek által elfoglalt terület 0,8% (csökkenő), de még mindig többszöröse az országos 0,2%-os aránynak. A táj mintázata sűrűbb, kisebb használati foltokból áll. A Shannon-diverzitás, vagyis a tájhasználat változatosságát kifejező szám közepes 1,27 (az országos átlag 1,41).

## Település és beépítettség
A beépített felszínek aránya kiemelkedően magas: 20,5%, és gyorsan nő (2000: 17,7%), mert a táj északi része már a buda(pest)i agglomerációs övezetbe tartozik.
A közutak, vasutak és települési beépítés miatt az élőhelyek tájökológiai felszabdaltságának szintje igen magas, a súlyozott fragmentációs érték 6,4 km/km2 kétszerese az országos átlagnak A gazdasági, infrastrukturális és társadalmi fejlettség komplex mutató szerint egyetlen település sem került az elmaradottak csoportjába.

## Természeti veszélyek
A természeti eredetű károk valószínűsége közepes szintű, ami a jelentős aszálykitettségből, a felhőszakadások gyakoriságából és a hazai viszonylatban említést érdemlő mértékű földrengés fenyegetettségből adódik. 1931 és 2015 között 28-30 súlyosan aszályos év volt. A várható éghajlatváltozás a jelenlegi tájhasználat közepes mértékű átalakulását eredményezheti.

## Természeti és társadalmi értékek
Az ország természetvédelmi területtel legszerényebben rendelkező kistájainak egyike, csupán 0,4%-ára terjed ki a Natura 2000 különleges természetmegőrzési oltalom. Az összesített értéksűrűség azonban magas. Köszönhető ez annak, hogy Százhalombatta és Sóskút történeti település, magas a régészeti lelőhelyek és az egyedi tájértékek száma, közepes a műemléksűrűség. Tájképvédelemre a Sóskút közelében lévő, csekély kiterjedésű erdőket és közvetlen környéküket tartják méltónak.

## Tájkarakter
A kistáj felszíne részben tagolt dombság, részben síkká ereszkedő löszhát. A táj karakterét meghatározó felszínborítottságra a fátlanság, a nagyparcellás szántóföldi mozaikok és a beépítettség jellemző. A fás növényzet szakadozott ökológiai zöldfolyosóként kíséri a csekély számú vízfolyást. A táj nyílt, különösen északnyugati részén lévő dombhátairól jól áttekinthető, forgalmas közlekedési pályákkal szabdalt, jelentős mértékben beépített, magas használati intenzitású terület. A parlagok aránya alacsony, 2-3 %, tehát gondozott, kedvező megjelenésű, ugyanakkor eléggé egyveretű mezőgazdasági táj. Számottevő látványértékkel rendelkeznek a Sóskút környéki kopár mészkő-kibukkanások, valamint a Duna magasparti pereme.
A falvak többsége szabályos utcahálózatú, tervezett település ami identitásnövelő hatás szempontjából kevésbé előnyös. A területnek az általános „dunamentiségen” túl önazonosságot támogató természeti képződménye lehet a Benta- és a Szent-László-patak lankás völgye, ill. a Tétényi-fennsík valamint a Budai-hegység látványa. Földrajzi orientációs támpontként főleg ez utóbbi hegység szolgálhat.